# Piccoli (cognome)
Piccoli è un cognome di lingua italiana.

## Varianti
Bocca Corsico Piccolino, Corsico Piccolini, Corsico Piccolino, De Piccoli, Del Piccolo, Lo Piccolo, Lopiccolo, Picciocchi, Piccola, Piccolella, Piccolelli, Piccoletti, Piccoletto, Piccolillo, Piccolin, Piccolini, Piccolino, Piccolis, Piccolo, Piccolotti, Piccolotto.

## Origine e diffusione
Cognome panitaliano, è presente prevalentemente in Lombardia, Veneto, Abruzzo, Molise, Lazio, nel barese e nel tarantino.
Potrebbe derivare dal prenome medioevale Piccolo o da un soprannome legato alla bassa statura o alla giovane età o ancora dal mestiere del capostipite, un soldato portatore di picca.
In Italia conta circa 4666 presenze.
La variante Piccolo è panitaliana; Picciocchi è avellinese; Piccolin è tipico di Trentino-Alto Adige e Veneto; Piccolini compare nel pavese e nel novarese; Piccolino è pavese e laziale; Piccolotto è veneto; De Piccoli è milanese, veneziano, trevigiano e bellunese; Del Piccolo è pesarese, udinese e triestino; Lo Piccolo è palermitano; Piccola e Piccolis sono unici.

## Persone
- Enrica Piccoli – sincronetta italiana
- Fantasio Piccoli – regista teatrale italiano
- Flaminio Piccoli – politico italiano